# FC Hilversum in het seizoen 1957/58
Het seizoen 1957/1958 was het derde jaar in het bestaan van de Hilversumse betaaldvoetbalclub Hilversum. De club kwam uit in de Tweede divisie A en eindigde daarin op de derde plaats. Tevens deed de club mee aan het toernooi om de KNVB beker, hierin werd de club in de voorronde, op basis van uitdoelpunten, uitgeschakeld door D.F.C. (2–2).

## Wedstrijdstatistieken

### Tweede divisie A
|       | Baronie | DHC   | DOSKO | EBOH  | Emma  | 't Gooi | LONGA | ONA   | UVS   | De Valk | Wilhelmina | Zeist | ZFC   |
| ----- | ------- | ----- | ----- | ----- | ----- | ------- | ----- | ----- | ----- | ------- | ---------- | ----- | ----- |
| Thuis | 4 – 1   | 4 – 0 | 4 – 1 | 1 – 0 | 1 – 2 | 3 – 0   | 3 – 1 | 3 – 1 | 2 – 0 | 1 – 1   | 2 – 3      | 1 – 2 | 1 – 0 |
| Uit   | 0 – 0   | 2 – 2 | 0 – 3 | 1 – 2 | 3 – 2 | 3 – 3   | 1 – 3 | 1 – 2 | 4 – 0 | 5 – 2   | 1 – 1      | 2 – 2 | 2 – 0 |

### KNVB beker
| Voorronde                                                 | Hilversum                | 2 – 2 (1 – 0) | D.F.C.                    |
| 1 september 1957 Plaats: Hilversum Gemeentelijk Sportpark | Hans van den Brug –', –' |               | Piet Meeusen Jan de Jager |

## Statistieken Hilversum 1957/1958

### Eindstand Hilversum in de Nederlandse Tweede divisie A 1957 / 1958
| Stand | Gespeeld | Gewonnen | Gelijk | Verloren | Punten | Doelpunten voor | Doelpunten tegen |
| ----- | -------- | -------- | ------ | -------- | ------ | --------------- | ---------------- |
| 3e    | 26       | 13       | 6      | 7        | 32     | 52              | 37               |

### Topscorers
| #              | Naam                   | Goal |
| -------------- | ---------------------- | ---- |
| 1.             | Evert Pluim            | 15   |
| 2.             | Gerard de Jongh        | 10   |
| 3.             | Hans van den Brug      | 6    |
| 4.             | Cos van Meningen       | 5    |
| 5.             | Jozef Siahaya          | 4    |
| 6.             | Henk van der Voort     | 3    |
| 7.             | Hans Akkerman          | 2    |
| 8.             | Aart Langhorst         | 1    |
| 8.             | Cor van Moorst         | 1    |
| 8.             | Joop van Oosterum      | 1    |
| Eigen doelpunt |                        |      |
| –              | Cees van Eijck (LONGA) | 1    |
| Totaal         | Totaal                 | 52   |

| #      | Naam              | Goal |
| ------ | ----------------- | ---- |
| 1.     | Hans van den Brug | 2    |
| Totaal | Totaal            | 2    |